# 5·15 서울역 시위
5·15 서울역 시위는 1980년 5월 15일에 일어난 시위로, 서울역 회군이라는 명칭으로 자주 불린다. 1980년 5월 초 계엄령하에 억눌려있던 학생들의 민주화 요구가 거세지면서 5월 13일부터 학내에 머무르던 대학생들은 가두로 진출하여 시위를 벌였다. 5월 15일에는 서울역 지상 광장 앞에서 10만여 명 이상의 대학생 및 시민이 자발적으로 모였다. 시위대는 조속한 시일 내에 계엄을 해제하고 민주화를 추진할 것을 주장했다. 이날 밤 8시까지 시위는 계속됐다.
마이크로버스에서 있었던 학생 지도부 회의에는 심재철(서울대 학생회장), 신계륜(고려대 총학생회장), 형난옥(숙명여대 총학생회장), 이해찬(서울대 복학생 대표) 등과 서울대학교 학생처장 이수성이 참석하였다.
회의에서 신계륜 등의 철야 농성 주장과 심재철 등의 쿠데타의 빌미를 줄 수 있으므로 퇴각하자는 주장이 부딪쳤다. 이수성은 내무부장관과 총리비서실장에게 전화를 걸어 안전귀가 보장을 받으며, 해산을 설득하였다.
계속된 농성으로 의사 표명은 달성했고 계속될 경우 군이 개입할 명분을 준다하는 주장이 나오자, 심재철이 해산을 발표했다 5월 16일 전국총학생회 회장단은 정상 수업을 받으며 당분간 시국을 관망하기로 결정했다.

## 기타
- 대한민국 경찰과 국방부가 합동으로 수사를 했으나 서울역 집회를 주관한 주동자와 주요 관련자를 한사람도 체포하지 못했다. 사건 관련자 수사는 5.18 광주 민주화 운동 진압 문제와 김대중 내란 음모 사건에 가려져 국민적 관심사에서 멀어지면서 흐지부지되었다.
- 민주화의 길 10호 (1984)에서 서울대 학생운동 지도부는 서울역 회군의 전술적 오류를 인정했지만, 지금은 의견이 갈린다.[4]

## 같이 보기
- 전두환
- 노태우
- 서울의 봄
- 5·17 쿠데타
- 5·18 광주 민주화 운동

## 참고
1. ↑  서울의 봄 -1980년과 2003년:80년 봄 주역들 이젠 정치판의 核[깨진 링크(과거 내용 찾기)]
2. ↑  이수성총리 주목되는 행보… 그는 야심가인가?
3. ↑  “이수성 새마을운동중앙회 회장 인터뷰”. 2014년 11월 29일에 원본 문서에서 보존된 문서. 2012년 11월 13일에 확인함.
4. ↑  서울역 회군 연구
신군부의 심리전과 학생운동의 대응, 오세제, http://sips.re.kr/wp-content/uploads/2023/08/8_-%EC%98%A4%EC%84%B8%EC%A0%9C_%EC%84%9C%EC%9A%B8%EC%97%AD-%ED%9A%8C%EA%B5%B0-%EC%97%B0%EA%B5%AC_278-330.pdf